# 星野あいか
星野 あいか（ほしの あいか、1990年10月9日 - ）は、日本のAV女優。ライフプロモーション所属。
身長:157cm。スリーサイズ:B95(E65) ・W55・H84cm。
2023年4月14日、新しい自身のツイッターで高梨 れいな（たかなし れいな- ）に改名及び、AV再デビューを報告。所属事務所は以前と同じライフプロモーション。

## 略歴・人物
SODで[アダルトビデオ|AV]]デビュー。女子校生から人妻まで幅広い役柄で出演している。

2023年4月14日、自身のツイッターで高梨 れいな（たかなし れいな）に改名を報告。所属事務所は星野 あいか時代のライフプロモーション。

## 出演作品

### アダルトビデオ
2011年
- SOD女子社員純情生娘6名! 2011年仕事始め&新春! 晴れ着姫初め付き新年会 （1月8日、SODクリエイト） ※「堀田あけみ」名義
- これが改造アクメマシーンの最終兵器! ロデオアーム君が素人ウブッ娘を感じさせに行くっ!!! （2月5日、アイエナジー）…オムニバス作品
- デパートで働く美容部員が震えながらも涎を垂らし感じまくる （3月5日、ナチュラルハイ）…オムニバス作品
- 正社員のOL達に全く相手にされない派遣の僕だけど、前職はマッサージ師だったと嘘をついたら興味を持った社内の巨乳OLの肩を揉めた!さらに嘘アドバイスを交えつつオッパイとかもエロく揉んでみたら、怒られるどころか「Hな雰囲気になって二人きりの」残業ファック! （3月19日、Hunter）…オムニバス作品
- あなたより綺麗な人、紹介してください。 （3月25日、S級素人）…オムニバス作品 ※「アイカ」名義
- 胸元を露骨に開いている服を着ている巨乳娘は、見られる快感に取り付かれてしまった隠れ淫乱女。谷間に集まる男性の視線で実は感じまくってマン汁が溢れ出している。 （4月7日、Hunter）…オムニバス作品
- 筋肉キャットファイト （4月7日、ROCKET）※「星野愛花」名義
- 素人OLブッた斬り 2 （4月8日、S級素人）
- セクシーモデルとグルになって偽アイドルオーディションキャラバンを開催! グループ面接で信じられないエロアピールをするセクシーモデルを目撃した女子は、合格したい一心で戸惑いつつも必死でエロアピールに参加? 「できるよね?」「できないの?」「みんなやってるよ」…と執拗な面接官の追い込みとアイドルになりたい強い気持ちが、芸能界に憧れる女子の小さな背中を押す。 （4月21日、Hunter）
- 激イカし! 意識の果てまでイッテQ!! 2 （4月23日（レンタル）/5月27日（セル）、クリスタル映像）…オムニバス作品
- 夫には言えない人妻の秘密 2 （5月13日、Nadeshiko）…オムニバス作品
- 人妻パートタイマーに生中出し 弱みにつけこんで（声を出してはならない） （6月7日、桃太郎映像出版）
- in my room 僕と彼女と彼女の部屋で 18 （6月10日、ゴーゴーズ）
- 「私、借金をアナルで完済いたします」 （6月16日、グローリークエスト） ※「愛澤めぐみ」名義
- スケベな親子3組が参加して危険日なのに禁断の生ハメ! 娘と父親が初めての王様ゲーム一転近親相姦中出しゲーム （6月18日、ROCKET）※「近藤あいか」名義
- こだわりの手コキ 人妻編 11 （6月25日、隼エージェンシー）…オムニバス作品
- 性感アナルエステサロン （7月1日、OFFICE K'S）…オムニバス作品
- 修学旅行先で、ホームシックにかかった［うぶ学生］は、大人に甘えたい本心から、大人の男を目で追い、ガッツリ抱きしめられたいと瞳で合図を送っている。だから目線を合わせるだけでキスを受け入れる! （7月7日、Hunter）
- 真夏のぬるぬるローションスライダー ドクロゾーンで止まるとローションまみれのスケベ罰ゲーム! （7月7日、ATOM）…オムニバス作品
- 下品なおならオナニー 5 6人が織り成す妖艶な屁コキ♥ （7月20日、レイディックス）…オムニバス作品
- 浣腸飼育 強制野外排泄 6 （7月20日、プールクラブ・エンタテインメント）
- ヌル撮 オイルマッサージ 女教師が通うマッサージ屋 （7月21日、グローリークエスト）…オムニバス作品
- SKY ANGEL 132 （7月22日、スカイハイエンタテインメント） ※海外向無修正作品
- 初アナルの人妻 夫ともしたことなかったのにアナルSEXしてしまいました ゆるして…あなた （7月25日、ビッグモーカル）…オムニバス作品
- 山の手不倫妻 4 （8月7日、桃太郎映沿いう出版）…オムニバス作品 ※「あいか」名義
- 軟体アナルSEX （8月19日、OFFICE K'S）
- 海の家で可愛いバイトのお姉さんにピチピチの競泳水着（ブーメランパンツ）から勃起してうっかりハミ出た亀頭を見せつけたら、驚きつつも女の子自ら意味深な笑顔で近づいてきてタダマンあざーす! （8月20日、Hunter）…オムニバス作品
- 素人人妻をタイ古式マッサージの無料体験と偽り騙して癒して中出ししちゃいました 世田谷区編 （8月25日、ビッグモーカル）…オムニバス作品
- 素人娘おマンコおっぴろげコレクション （9月2日、OFFICE K'S）…オムニバス作品
- 女子校生のずっぼずぼアナルオナニー Vol.2 （9月16日、OFFICE K'S）…オムニバス作品
- 真夏の炎天下に50km歩かせてクッタクタに疲れさせてからのガチ夜這い （9月22日、SODクリエイト）
- こだわりの手コキ 人妻編 12 （9月25日、隼エージェンシー）…オムニバス作品
- 徹底的に!!!!乳首責め （9月25日、ラハイナ東海）…オムニバス作品
- 筋肉美人アスリート20人! マッスルブルマ大運動会 （10月6日、ROCKET）
- 超接写!! ズボズボ!アナルアクメ!! （10月7日、OFFICE K'S）…オムニバス作品
- 人妻の情事 7 不倫をネタに脅され体中を犯される12人の人妻たち （10月14日、Nadeshiko）…オムニバス作品
- 女子社員がスーツを脱いだら… SOD女子社員のお家を突撃アポ無し家庭訪問!! （10月20日、SODクリエイト）…オムニバス作品※「堀田あけみ」名義
- フェラコレ2011秋SP （10月25日、隼エージェンシー）…オムニバス作品
- 幼●連続エクスタシー イキまくりオナニー 2 （10月28日、First Star）…オムニバス作品
- 女子校生の最先端セックス! パイパン中出し＋アナルファック （11月1日、ワンズファクトリー） ※『SKY ANGEL 132』の国内版
- 軟体筋肉チアリーダー精尿汚辱 2 （11月17日、KIプランニング） ※「高嶋ののか」名義
- 極太アナルディルドオナニー Vol.3 （11月18日、OFFICE K'S）…オムニバス作品
- 僕の義理の妹、姉、娘はお口を使ってザーメンを抜いてくれる （11月25日、隼エージェンシー）…オムニバス作品
- 巨乳新妻真性中出し （11月25日、豊彦） ※「神崎あかね」名義
- 性交クリニック ファン感謝祭 240分スペシャル （12月8日、SODクリエイト）
- 直穿き カラータイツオナニー 2 （12月16日、OFFICE K'S）…オムニバス作品